# Erland Almkvist
Erland Herman Lison Almkvist (Estocolmo, 2 de septiembre de 1912-Lidingö, 20 de septiembre de 1999) fue un deportista sueco que compitió en vela en la clase Dragon. Participó en los Juegos Olímpicos de Helsinki 1952, obteniendo una medalla de plata en la clase Dragon.

## Palmarés internacional
| Juegos Olímpicos | Juegos Olímpicos     | Juegos Olímpicos | Juegos Olímpicos |
| Año              | Lugar                | Medalla          | Clase            |
| ---------------- | -------------------- | ---------------- | ---------------- |
| 1952             | Helsinki (Finlandia) | Medalla de plata | Dragon           |